# Општина Гура Фоиј (Дамбовица)
Гура Фоиј (рум. Gura Foii) општина је у Румунији у округу Дамбовица.
Oпштина се налази на надморској висини од 241 m.